# Sylviane Lambelet
Sylviane Lambelet es una deportista suiza que compitió en tiro con arco, en la modalidad de arco compuesto.
Ganó dos medallas de plata en el Campeonato Mundial de Tiro con Arco en Sala, en los años 1997 y 1999, y dos medallas de bronce en el Campeonato Europeo de Tiro con Arco en Sala, en los años 1998 y 2000.

## Palmarés internacional
| Campeonato Mundial en Sala | Campeonato Mundial en Sala | Campeonato Mundial en Sala | Campeonato Mundial en Sala |
| Año                        | Lugar                      | Medalla                    | Prueba                     |
| -------------------------- | -------------------------- | -------------------------- | -------------------------- |
| 1997                       | Estambul (Turquía)         | Medalla de plata           | Individual                 |
| 1999                       | La Habana (Cuba)           | Medalla de plata           | Equipo                     |
| Campeonato Europeo en Sala |                            |                            |                            |
| Año                        | Lugar                      | Medalla                    | Prueba                     |
| 1998                       | Oldenburgo (Alemania)      | Medalla de bronce          | Equipo                     |
| 2000                       | Spała (Polonia)            | Medalla de bronce          | Equipo                     |